# کنستانتین هیده
کنستانتین هیده (انگلیسی: Konstantin Heide؛ زادهٔ ۲۷ ژانویهٔ ۲۰۰۶) بازیکن فوتبال اهل آلمان است.
وی همچنین در تیم‌های ملی فوتبال زیر ۱۶ سال آلمان و جوانان آلمان بازی کرده است.